# Isolde Saalmann
Isolde Saalmann (* 6. Oktober 1943 in Bissendorf) ist eine deutsche Politikerin (SPD).

## Leben

### Ausbildung und Beruf
Nach der Schule machte Saalmann eine Ausbildung zur Bauzeichnerin. Anschließend war sie bis 1971 in diesem Beruf tätig. In den Jahren 1972 bis 1975 absolvierte sie über den Zweiten Bildungsweg ein Studium für das Lehramt an Grund- und Hauptschulen. Zwischen 1986 und 1988 war sie beim Kunstverein Wolfenbüttel, danach bis 1992 als Referentin für Öffentlichkeitsarbeit beim Studentenwerk Braunschweig tätig.

### Politik
Seit 1972 ist Saalmann Mitglied der SPD. Sie ist Vorsitzende des Ortsvereins Gliesmarode-Riddagshausen. Von 1986 bis 1996 war sie Bezirksratsmitglied in Braunschweig und von 1991 bis 2006 Mitglied im Rat der Stadt Braunschweig. Zudem gehörte sie zwischen 1996 und 2006 der Verbandsversammlung des Zweckverbands Großraum Braunschweig an. Von 1994 bis 2008 war Saalmann Mitglied des Niedersächsischen Landtags und seit 1998 dortige Schriftführerin. Darüber hinaus ist sie Mitglied von ver.di, der Arbeiterwohlfahrt und des Sozialverbands Deutschland.

#### Ausbürgerung Adolf Hitlers
Zunächst überregionales und schließlich wochenlanges internationales Aufsehen erregte Saalmann, als sie im Februar 2007, anlässlich einer am 75. Jahrestag der Einbürgerung Adolf Hitlers durch den Freistaat Braunschweig veranstalteten Diskussionsrunde die Anregung zweier Diskussionsteilnehmer, Hitler postum auszubürgern, aufnahm und die SPD-Fraktion im Niedersächsischen Landtag anschließend „rechtlich prüfen lassen [wollte], auf welchem Weg das Land Niedersachsen als Rechtsnachfolger des Landes Braunschweig Hitler die deutsche Staatsbürgerschaft aberkennen kann“. Saalmann löste damit eine weit über Deutschland hinausgehende Debatte über die historische Sinnhaftigkeit eines solchen Vorschlages aus.
Sie selbst betrachtet ihn als „gut gemeint“' und einen „symbolischen Schritt“, räumt jedoch mittlerweile ein, dass sie „naiv“ gewesen sei, dergleichen zu fordern und würde am liebsten „alles wieder rückgängig machen“.
Saalmann ist allerdings nicht die Erste, die Hitlers Ausbürgerung forderte.